# مهتابی (بندر لنگه)
 مَهتابی  روستایی از توابع بخش مرکزی شهرستان بندر لنگه در استان هرمزگان واقع در جنوب ایران.
در یک کیلومتری مشرق برکه سفلین واقع شده‌است.
پاسگاه ژاندارمری مهتابی در این روستا قرار دارد.

## محدوده مهتابی
از شمال راه سراسری بندرعباس به بندر لنگه، از جنوب خلیج فارس، از مغرب برکه سفلین، و از سمت مشرق به سایه خوش محدود می‌گردد.

## جمعیت
جمعیت آن ۱۲۰ نفر (۳۰  خانوار) است  که که اهل سنت و از پیروان امام محمد ادریس شافعی هستند.
دارای مسجد، مدرسه، خانه بهداشت، و  (آب‌انبار) به گویش محلی (برکه)  می‌باشد. به زبان فارسی به گویش محلی صحبت می‌کنند.

## گذران زندگی
اهالی این روستا از راه صید و ماهی‌گیری، کشاورزی، و دامداری امرار معاش می‌کنند. تعداد ۵۰۰ اصله نخل دیم و ۱۰۰ من زمین زیر کشت دارد.